# La Crosse (Floride)
Pour les articles homonymes, voir La Crosse.
La Crosse (ou LaCrosse) est une municipalité américaine située dans le comté d'Alachua en Floride.
La Crosse est fondée au milieu du XIXe siècle. Elle devient une municipalité le 17 décembre 1897.

## Démographie
| 1930 | 1940 | 1950 | 1960 | 1970 | 1980 |
| ---- | ---- | ---- | ---- | ---- | ---- |
| 374  | 192  | 146  | 165  | 365  | 170  |

| 1990 | 2000 | 2010 | - | - | - |
| ---- | ---- | ---- | - | - | - |
| 122  | 143  | 360  | - | - | - |

Selon le recensement de 2010, La Crosse compte 360 habitants. Située au nord de Gainesville, la municipalité s'étend alors sur une superficie de 4,45 milles carrés (11,53 km2), dont 4,38 milles carrés (11,34 km2) de terres.